# Hardin megye (Iowa)
Hardin megye az Amerikai Egyesült Államokban, azon belül Iowa államban található. Lakosainak száma 16 878 fő (2020. április 1.). Hardin megye Franklin, Story, Marshall, Butler, Grundy, Hamilton és Wright megyékkel határos.

## Népesség
A megye népessége az elmúlt években az alábbi módon változott:
| Lakosok száma | 17 530 | 17 382 | 17 376 | 17 441 | 17 367 | 16 878 |
|               | 2010   | 2011   | 2012   | 2013   | 2015   | 2020   |